# Црква Светог Георгија у Рожини
Црква Светог Георгија у Рожини, насељеном месту на територији општине Мерошина, припада Епархији нишкој Српске православне цркве. Подигнут је 1934. године и посвећен Светом Георгију.
У Средњем веку је постојало неко насеље, о чему сведоче гробови случајно откопани на месту Гробљиште. Они су били покривени већим каменим плочама. На Гробљишту је, такође, откопано и неко старо црквиште, а црква је била сазидана од камена. 
На старом црквишту подигнута је 1936. године данашња црква светог великомученика Георгија и освештана од стране тадашњег епископа нишког господина Јована. Осамдесетих година 20. века је дограђена припрата храма са звоником и освећена руком Патријарха господина Иринеја.